# Кінугава-Мару
Кінугава-Мару (Kinugawa Maru) — транспортне судно, яке під час Другої світової війни взяло участь у операціях японських збройних сил у Індонезії та на Соломонових островах.

## Передвоєнна історія
Судно спорудили в 1938 році на верфі Mitsubishi Dockyard & Engineering Works у Нагасакі на замовлення компанії Toyo Kaiun.
У певний момент Кінугава-Мару реквізували для потреб Імперського флоту Японії.

## Вторгнення на Суматру
9 лютого 1942-го Кінугава-Мару разом зі ще 7 суднами полишило Камрань, мавши на борту десант для захоплення Суматри (того ж дня з тією ж метою звідси вийшов ще один загін із 13 транспортів). 16 лютого вони прибули до Палембангу (центр нафтової промисловості на Суматрі) та успішно висадили десант.

## Участь у битві за Гуадалканал
У листопаді Ямаура-Мару вирішили залучити до наймасштабнішої операції з доставки підкріплень на Гуадалканал, вихідним пунктом якої стала якірна стоянка Шортленд — прикрита групою невеликих островів Шортленд акваторія біля південного завершення острова Бугенвіль, де зазвичай відстоювались легкі бойові кораблі та перевалювались вантажі для подальшої відправки далі на схід Соломонових островів.
12 листопада судна з військами полишили Шортленд, проте невдовзі повернулись на тлі повідомлень про жорстоку битву надводних кораблів біля району висадки. У другій половині дня 13 листопада 11 транспортів, розділених на два ешелони, знову рушили з району Шортленд до Гуадалканалу. Кінугава-Мару належав до більш повільного другого ешелону, що мав висадити доправлених вояків у Аруліго-Пойнт біля мису Есперанс. Транспорти супроводжували 11 есмінців, а повітряне прикриття надавали літаки базової авіації та гідролітаки з бази у Шортленді.
Судна завершували прохід між островами Нова Джорджія та Санта-Ісабель і наближались до Гуадалканалу, коли невдовзі після опівдня 14 листопада почались потужні удари американської авіації. До кінця дня були потоплені шість транспортів, ще один зазнав пошкоджень і повернув до Шортленду. Близько опівночі 4 транспорти, що лишились, стали на якір західніше від Гуадалканалу, перечікуючи шквал та очікуючи, чим завершиться нова битва надводних кораблів. Невдовзі вони дістали наказ рушати уперед та викинутись на берег острова. Кінугава-Мару вдалось зробити це біля Тассафронгу (там же викинулось ще одне судно, тоді як інші два досягнули острова дещо західніше — біля Dome Cove та Аруліго-Пойнт). Вранці літаки з аеродрому Гендерсон-Філд та польова артилерія почали завдавати ударів по району перебування транспортів, пізніше до них приєднався і есмінець USS Meade, який наблизився та вів вогонь із гармат головного калібру протягом години. Як наслідок, хоча військовослужбовців і вдалось висадити, проте виявилась втраченою основна частина боєприпасів та продовольства (всього ж за підсумками операції японці втратили не тільки усі 11 транспортів, але й обидва залучені до неї лінійні кораблі).
Станом на початок січня 1943-го 75 членів екіпажу Кінугава-Мару перебували в польовому госпіталі на Гуадалканалі, де й загинули під час захоплення об'єкту ворожими бійцями.
Після війни рештки судна розбирали на брухт, крім того, шкоди їм завдали шторми та землетрус 1977 року. Наразі з води видніються елементи носової частини, тоді як залишки кормової перебувають на глибині 27 метрів.